# Lijst van Stolpersteine in Goes
De lijst van Stolpersteine in Goes geeft een overzicht van de Stolpersteine in de Nederlandse gemeente Goes in de Nederlandse provincie Zeeland die zijn geplaatst in het kader van het Stolpersteine-project van de Duitse beeldhouwer-kunstenaar Gunter Demnig.
Omdat het Stolpersteine-project doorloopt, kan deze lijst onvolledig zijn.

## Stolpersteine
In Goes liggen drie Stolpersteine op twee adressen.
| Afbeelding | Inscriptie                                                              | Adres                                                    | Herdachte persoon                 |
| ---------- | ----------------------------------------------------------------------- | -------------------------------------------------------- | --------------------------------- |
|            | HIER WOONDE LEVIE MARCUS BARKELAU GEB. 1868 VERMOORD 1.2.1943 AUSCHWITZ | Goes, Lange Vorststraat 80-82 (voorheen 64a) Kaart (OSM) | Levie Marcus Barkelau (1868-1943) |
|            | HIER WOONDE SARA BARKELAU-MEIJER GEB. 1889 VERMOORD 1.2.1943 AUSCHWITZ  | Goes, Lange Vorststraat 80-82 (voorheen 64a) Kaart (OSM) | Sara Barkelau-Meijer (1889-1943)  |
|            | HIER WOONDE JOZEPH STIBBE GEB. 1904 VERMOORD 9.7.1943 SOBIBOR           | Goes, Lange Kerkstraat 19 Kaart (OSM)                    | Jozeph Stibbe (1904-1943)         |

## Data van plaatsingen
- 30 mei 2019: Goes